# زيل سينغ
زيل سينغ أو جياني زيل سينغ (5 مايو 1916 - 25 ديسمبر 1994) كان الرئيس السابع من الهند، خدم من 1982 إلى 1987. قبل توليه الرئاسة، كان سياسيا تابعا حزب المؤتمر الوطني الهندي، تقلد عدة مناصب وزارية في مجلس الوزراء الهندي، كما شغل منصب وزير للداخلية.
تميزت فترة رئاسته من قبل عملية بلو ستار، اغتيال أنديرا غاندي، وعام 1984 أعمال الشغب المناهضة للسيخ. وقد توفي متأثرا بجراح في عام 1994 بعد حادث سيارة.

## روابط خارجية
- زيل سينغ على موقع الموسوعة البريطانية (الإنجليزية)
- زيل سينغ على موقع مونزينجر (الألمانية)